# NASA X-38
O Programa X-38, sob a liderança do Centro Espacial Johnson da NASA, foi focado no desenvolvimento da tecnologia para um protótipo de veículo para retorno de emergência de equipes da Estação Espacial Internacional (EEI). O programa também pretendia desenvolver um projeto de veículo de retorno da tripulação que poderia ser modificado para outros usos, tais como uma possível nave espacial para transporte humano em desenvolvimento conjunto dos Estados Unidos com colaboração internacional que poderia ser lançado no veículo de lançamento francês Ariane 5.
O programa acabaria por desenvolver um total de três protótipos para testes de voo para o proposto veículo de retorno de tripulação, cada um com melhorias incrementais sobre o seu antecessor. Todos os três eram veículos sem asas de corpo sustentante utilizados em testes de queda. O programa X-38 foi cancelado em 2002 devido a cortes orçamentais.

## Ver também

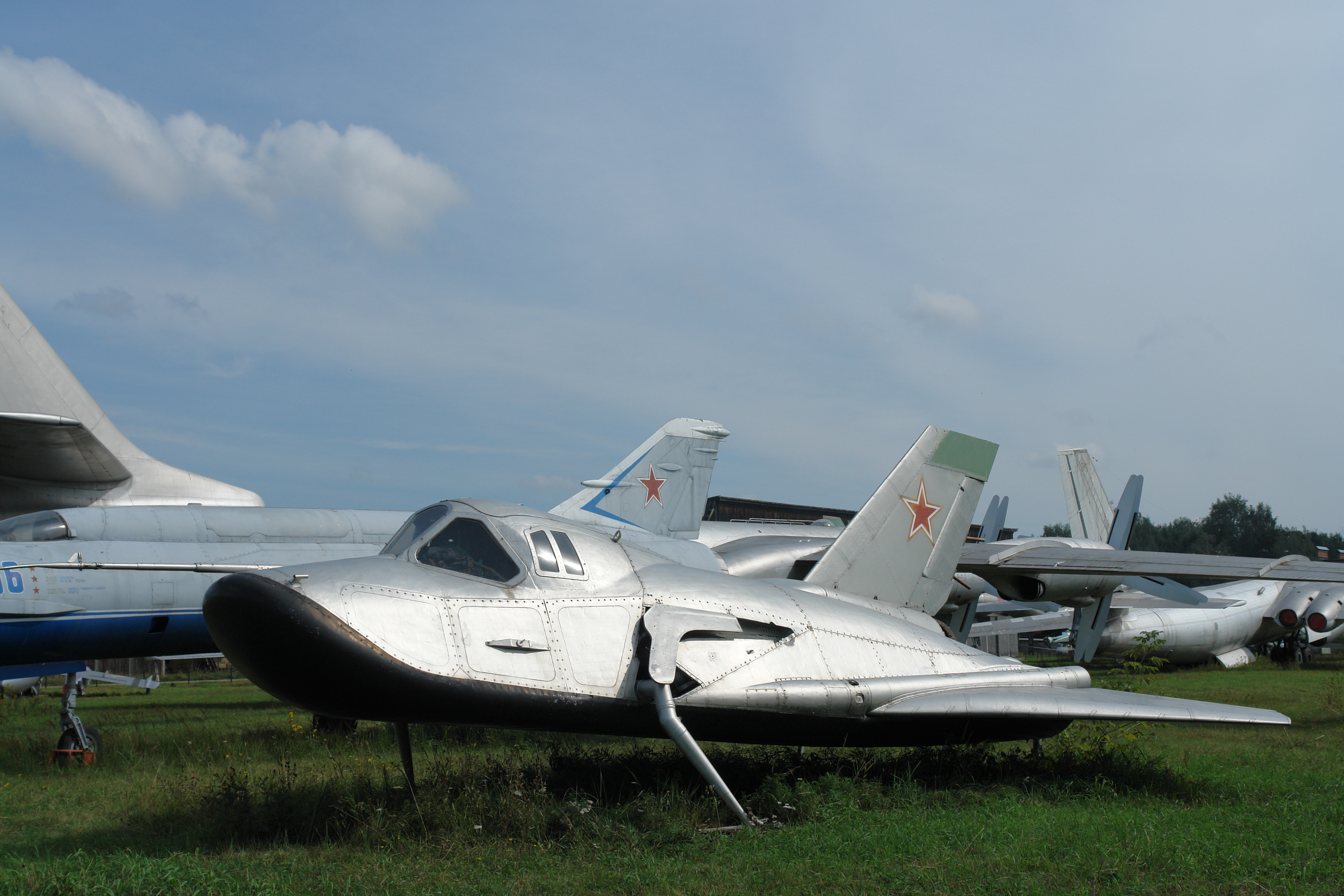
Projeto soviético "Spiral" 1969 do ano.